# Ланёв, Юрий Степанович
Юрий Степанович Ланёв (1938-2022) — педагог, первый в Карелии мастер спорта СССР по туризму (1972). Почетный работник высшего профессионального образования РФ (2003). Почетный работник сферы молодежной политики РФ. Заслуженный работник физической культуры РФ (1998) и Республики Карелия (1995). Заслуженный работник физической культуры Республики Карелия (1995). Почетный работник туриндустрии (2010). Заслуженный путешественник России (1999). Кавалер ордена Дружбы (2009).

## Биография
В детстве, вместе с членами семьи, был узником финского концентрационного лагеря в г. Петрозаводске. После Великой Отечественной войны закончил среднюю школу №22 Петрозаводска, в 1956 г. работал фрезеровщиком на Онежском тракторном заводе.
В 1954 г. установил рекорд Карело-Финской ССР в беге на 400 м. с барьерами
В 1961 г. окончил факультет физического воспитания Карельского педагогического института, был направлен на работу в Пудожскую среднюю школу учителем физкультуры.
С 1964 г - преподаватель кафедры физического воспитания Петрозаводского государственного университета, председатель спортивного клуба университета и студенческого союза Карелии "Буревестник". В 1964 года Ю.С. Ланёв создал туристический клуб "Сампо" при университете, участник и организатор походов по Приполярному Уралу, по Восточному Саяну, Памиру, походов по местам революционной, боевой и трудовой славы СССР.
С 1975 г. - старший преподаватель кафедры, в 1990 — 1994 гг. - руководитель туристической фирмы "Сампо-90".
С 1994 по 2010 г. заведовал кафедрой физвоспитания ПетрГУ, доцент.
Участник 16 и руководитель 11 лыжных марафонов по территории Карелии, Архангельской, Мурманской области, Коми и Финляндии, в том числе марафонов Сыктывкар – Архангельск – Петрозаводск (1976), Нарьян-Мар – Архангельск – Петрозаводск (1977).
Автор изобретения «Разборный туристический катамаран» (1980).
В 2000 г. - получил звание инструктора спортивного туризма международного класса и гид  проводник спортивного туризма международного класса

## Избранные публикации
- Ланев Ю. С. Удивительный мир Шотозера : учеб.-метод. пособие / Петрозаводский госуниверситет - Петрозаводск : Издательство ПетрГУ, 2004. - 78 с. : ил. ; 20 см. - ISBN 5-8021-0434-1
- Огнедышащая Камчатка : [сборник] / Государственное образовательное учреждение высшего профессионального образования Петрозаводский государственный университет ; [сост. Ю. С. Ланёв]. - Петрозаводск : Издательство ПетрГУ, 2008. - 87 с., [2] л. цв. ил. : табл. ; 20 см. - ISBN 978-5-8021-0966-3
- Ланев Ю. С. Об опыте работы кафедры физвоспитания и спорта Петрозаводского госуниверситета (1994 - 2010) / Ю. С. Ланев ; Министерство образования и науки РФ, Государственное образовательное учреждение высшего профессионального образования Петрозаводский государственный университет. - Петрозаводск : Издательство ПетрГУ, 2011. - 70 с. : ил. ; 20 см. - ISBN 978-5-8021-1252-6
- Ланёв Ю. С. // Шесть спортивных десятилетий ПетрГУ : учебно-методическое пособие. – Петрозаводск, 2001. – С. 33–34
- Ланев Ю. С. Лыжные марафоны турклуба "Сампо" [Текст] / Петрозаводский госуниверситет - Петрозаводск : Изд-во ПетрГУ, 2011. - 173 с. : табл.; 20 см.; ISBN 978-5-8021-1291-5